# Daensen
Daensen (niederdeutsch Doans) ist eine Ortschaft innerhalb der Hansestadt Buxtehude im Landkreis Stade in Niedersachsen. Zu Daensen gehören die Siedlungen Heimbruch und Pippensen.

## Geschichte

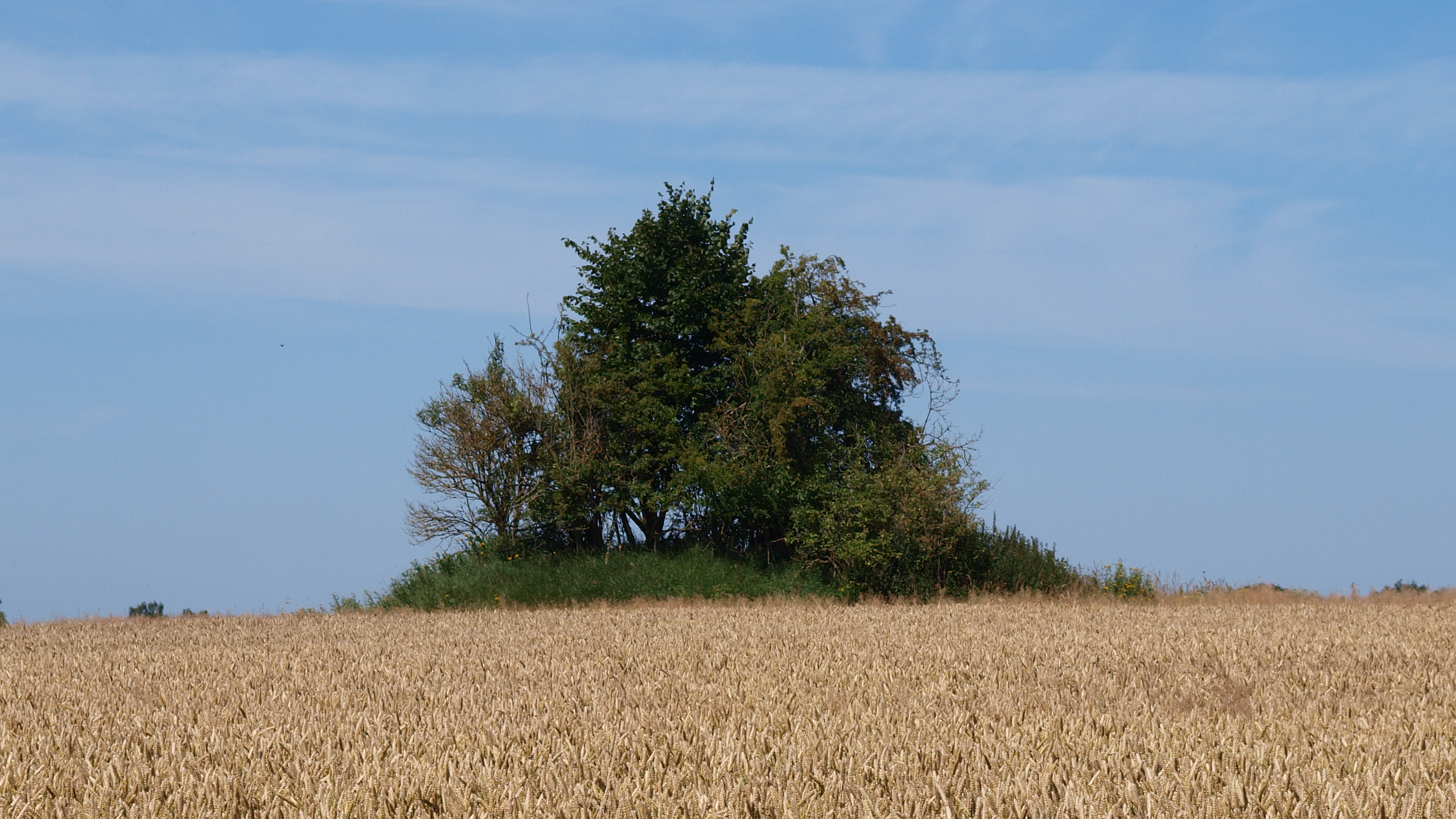
Der Grabhügel Backelsberg aus Richtung Süden

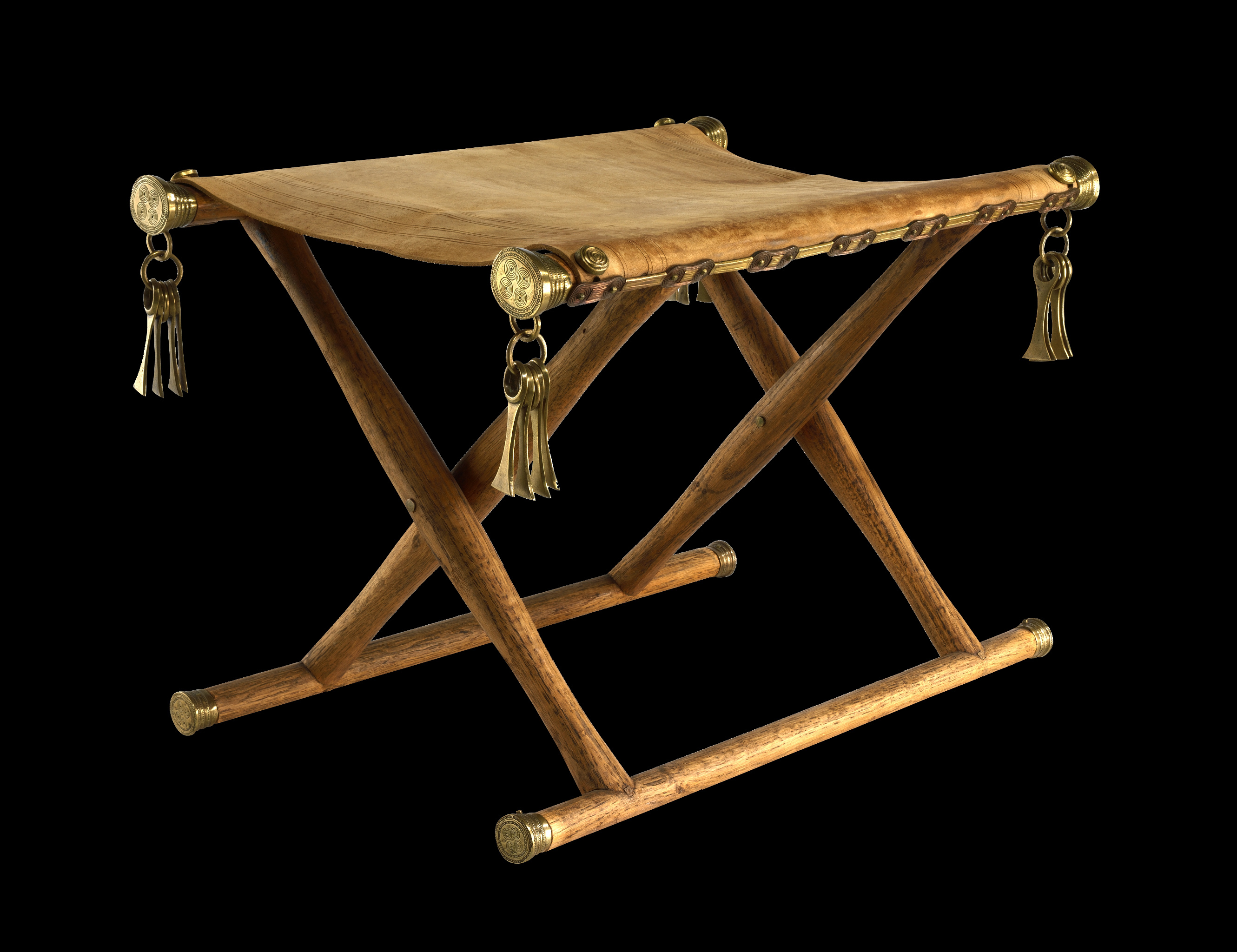
Rekonstruktionsversuch des Klapphockers von Daensen

1819 werden Daensen, Pippensen und Heimbruch zu einer Landgemeinde zusammengefasst.
1821 werden in Daensen 13 Feuerstellen und 75 Einwohner gezählt, in Pippensen 6 Feuerstellen und 40 Einwohner, in Heimbruch 6 Feuerstellen und 48 Einwohner.
1856 wird die dorfeigene Schule gegründet, zuvor gingen die Kinder in Moisburg zur Schule. 1969 wurde die Schule aufgelöst und die Grundschulkinder besuchten seitdem die Grundschule Altkloster.
1899 wurde in dem Backeslberg, auch Baaksberg genannten Grabhügel die Reste des bronzezeitlichen Klapphockers von Daensen gefunden, es ist der am reichsten verzierte und südlichste Fund seiner Art.
1902 Eine Pflichtfeuerwehr wird eingerichtet, die sich wenig später in die Freiwillige Feuerwehr Daensen umwandelt.
1991 Daensen feiert sein 850-jähriges Bestehen.
1996 Pippensen feiert sein 800-jähriges Bestehen.
2004 Heimbruch feiert sein 800-jähriges Bestehen.

### Daensen
Die erste urkundliche Erwähnung des Ortsteils Daensen war im Jahr 1141, allerdings noch unter dem alten Namen „Dodenhusen“.
Man geht davon aus, dass es die Siedlung einer Person namens „Dodo“ oder „Dado“ gewesen ist. Die Endsilbe „husen“ wurde zu „sen“ abgeschliffen und das „d“ entfiel. Die Aussprache ist also Da-en-sen und nicht Dänsen.

### Heimbruch
Heimbruch wurde zwischen 1196 und 1204 als Wohnort Hinriks van dem Heinbroke, eines Angehörigen des alten Geburtsadels, gegründet. Es ist nicht ganz klar, ob die Familie nach dem Ort oder der Ort nach der Familie benannt wurde. In der Dorfmitte steht seit 2004 ein Stein, der an das 800-jährige Jubiläum erinnert. Es gibt noch Häuser, die hinter dem Ortsschild Pippensen liegen, dennoch gehören sie zu Heimbruch. Der 'Estewanderweg' führt durch Heimbruch, entlang der Este.

### Pippensen
Das Dorf Pippensen wurde erstmals 1196 als Pebenhusen in der Urkunde zur Gründung des Benediktiner-Nonnenklosters im heutigen Altkloster erwähnt. Im Laufe der Jahrhunderte wechselte der Namen von Pebenhusen, Peppelsen, Pippensen, Pipsen, Pippsen, Pippens, Pippesen bis zum heutigen Pippensen, welcher im Jahr 1544 das erste Mal erwähnt wird.

### Eingemeindung
Die Gemeinde Daensen wurde im Zuge der Gemeindereform am 1. Juli 1972 in die Stadt Buxtehude eingegliedert. Daensen gehörte vorher zum Landkreis Harburg.

## Einwohnerentwicklung
Die Einwohnerentwicklung aller drei Orte.

## Wappen
| Wappen von Daensen | Blasonierung: „Das Wappen der Ortschaft Daensen zeigt ein Wappenschild mit zwei in Gold auf blauen Grund gekreuzten und mit dem Blick nach außen gerichteten Pferdeköpfen, die das Daenser Bauerntum andeuten, zu dem auch die Ortsteile Heimbruch und Pippensen gehören.“ |
| Wappen von Daensen | |

## Kultur/Vereinsleben
Im Ort gibt es eine Freiwillige Feuerwehr und den Golf-Club Buxtehude. Zudem gehört das Gebiet zur Kirchengemeinde Moisburg.

## Feste und Feiern

### Eierschnorn
Morgens um 9 Uhr treffen sich Dorfmitglieder und Freunde am Feuerwehrhaus. Immer sind ein Akkordeonspieler und eine Teufelsgeige dabei. Es geht von Daensen aus nach Pippensen und dann immer von Haus zu Haus, um Eier und andere Sachen zu sammeln. Am Haus wird Musik gespielt und getanzt. Von Pippensen aus geht es dann nach Heimbruch. Zwischen Daensen und Pippensen auf einem Stein wird die alljährliche Rede gehalten. Der Sprecher wählt den Sprecher des nächsten Jahres. Es gibt einen kurzen Snack. Dann geht es wieder nach Daensen und es wird weiter gesammelt und getanzt. Am Ende werden dann die Eier und der Speck gebraten und es gibt ein großes Essen im Feuerwehrhaus. Die übrig gebliebenen Sachen werden verteilt.

### Pingsbütel
Einmal im Jahr treffen sich Kinder und schmücken einen Bollerwagen mit Ästen und Zweigen. Am nächsten Tag gehen dann die Kinder von Haus zu Haus und sagen einen Spruch auf und sammeln Süßigkeiten und Geld. Im Bollerwagen sitzt ein Kind, das erraten werden muss. Am Nachmittag gibt es dann Kuchen und es werden die Süßigkeiten und das Geld aufgeteilt. Das Geld dient eigentlich dazu, dass man damit zum „Pfingstmarkt in Neukloster“ geht.